# Catedral de la Anunciación de Kazán
La catedral de la Anunciación (en ruso: Благовещенский собор) es una de las catedrales de la ciudad de Kazán, Rusia. Desde 1552 a 1918 fue la iglesia principal de la eparquía de Kazán y de Tartaristán, papel que ahora ocupa la catedral de san Nicolás. Durante siglos allí se han celebrado las ceremonias ortodoxas más solemnes de la ciudad, como la ordenación de nuevos sacerdotes y obispos.
Fue proyectada por los mismos arquitectos de la catedral de San Basilio en Moscú: Ivan Barma y Postnik Jakovlev.
Se encuentra dentro del Kremlin de Kazán, declarado Patrimonio de la Humanidad de la Unesco en el año 2000.

## Historia
Tras el asedio de Kazán en octubre de 1552, fue construida una iglesia consagrada a la Anunciación. Tres años después se estableció la eparquía de Kazán, a cuyo frente estaba el higúmeno Gurij Rugotin. Pronto se dijo que aquella iglesia de madera no se adecuaba a las exigencias de una eparquía tan grande. Así que se demolío y se construyó una nueva en piedra. En 1561, el zar Iván IV (llamado el Terrible) envió a Kazán un equipo de pintores de Pskov y a los arquitectos de la catedral de San Basilio de Moscú, Ivan Barma y Postnik Jakovlev. Se les encargó construir los muros del kremlin de la ciudad y de proyectar una nueva catedral. El edificio fue realizado en piedra calcárea procedente de una cantera cerca del Volga. El 15 de agosto de 1562 se consagró el templo ante la presencia del arzobispo Gurij. A finales del siglo XVI se construyeron las dos capillas dedicadas a los santo Pedro y Fevronia y Boris y Gleb.

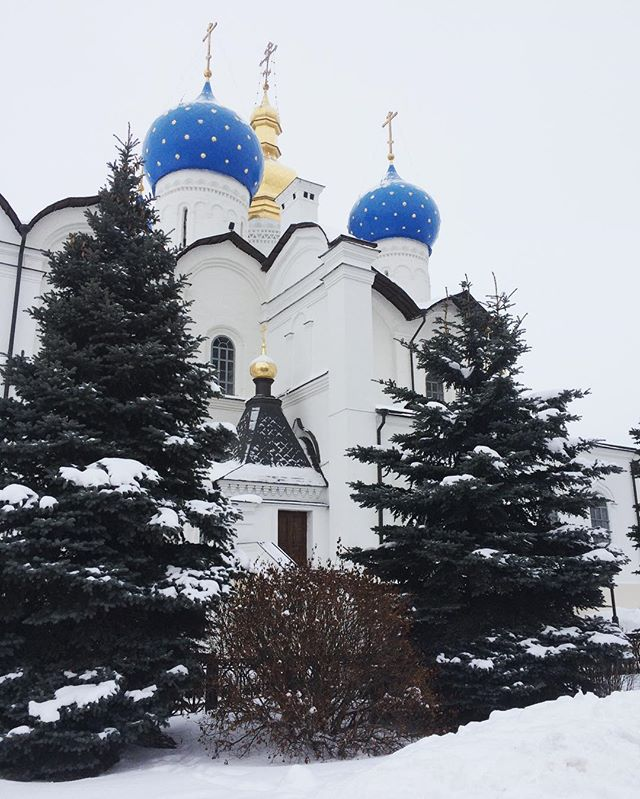
Catedral de la Anunciación en el invierno

A lo largo del tiempo, la catedral ha sufrido numerosos incendios, el más grave en 1742. Años antes, en 1736, las nuevas cúpulas bulbosas (también llamadas "de cebolla") sustituyeron a las originales, excepto la central, que fue sustituida por una de estilo barroco ucraniano. En 1815, se produjo uno de los incendios más graves de la historia de Kazán, tanto que la catedral quedó en ruinas. La restauración se realizó años después y el edificio fue de nuevo consagrado en 1821. En 1841, el zar Nicolás I aprobó el proyecto del arquitecto italo-ruso Forna Ivanovič Petondi para ampliar la iglesia. Desde entonces, el exterior del edificio no ha sufrido apenas cambios, a excepción de la demolición del campanario a manos de los bolcheviques. El 14 de agosto de 1842 un nuevo incendio asoló la ciudad y la iglesia necesitó nuevas reparaciones. También se realizaron nuevos frescos en el interior y se levantó un nuevo campanario de más de 50 metros de altura. En 1928, fue destruido por las autoridades soviéticas y actualmente un parque ocupa su lugar.
En el pasado, la catedral poseía una importante biblioteca, que conservaba libros y manuscritos de los siglos XVI y XVII. El santuario principal del edificio fue durante siglos el relicario del primer obispo de Kazán, Gurij. Éste murió en 1563, y fue enterrado detrás del altar.
En septiembre de 1918, el Ejército Rojo asaltó Kazán con el objetivo de derrotar a las legiones checoslovacas. El kremlin fue bombardeado y así las cinco cúpulas de la catedral fueron destruidas. Habría que esperar hasta 1973 para que empezaran las labores de reconstrucción que llevaran al templo a tener el aspecto de antes de 1918. En los años veinte, la iglesia fue cerrada y privada de algunos de los objetos de mayor valor artístico, pero en la década siguiente fue convertido en el Archivo de Estado de la ciudad.
Solamente en los años setenta se efectuaron las restauraciones más importantes, que concluyeron en 1984. La última de ellas fue entre 1995 y 2005, en la que se intervino por completo el interior del edificio, sustituyendo muchos iconos y construyendo un nuevo iconostasio. La catedral se consagró finalmente el 19 de julio de 2005 por el arzobispo Anasatasij. Dos días después se celebró la primera liturgia, en presencia del patriarca de Moscú Alejo II.